# Titanio tarraconensis
Titanio tarraconensis là một loài bướm đêm trong họ Crambidae.